# My oh my (Aqua)
My Oh My is een lied van de Deens-Noorse band Aqua, en was de derde uitgebrachte single van hun album Aquarium in Nederland. In 1997 werd het nummer al in het buitenland uitgebracht. Het was het vervolg op de eerdere hits Barbie Girl en Doctor Jones.
My Oh My heeft middeleeuwse invloeden. Net als zoveel nummers van Aqua, waren op de plaat enkel de stemmen van Lene Nystrøm Rasted en René Dif te horen.
De clip van My Oh My speelt zich op een piratenschip. De drie mannelijke leden van de groep spelen piraten die zangeres Lene gevangennemen. Daarna neemt zij de leiding over en gaan ze een schat zoeken.
Hoewel My Oh My een hit was, was het tot dan toe de minst scorende plaat van Aqua in Nederland, net als in de meeste andere landen.